# شهرستان لازوفسکی
شهرستان لازوفسکی (به لاتین: Lazovsky District) یک شهرستان در روسیه است که در سرزمین پریمورسکی واقع شده‌است.